# Trương Long
Trương Long (chữ Hán: 张龙, ? – 1397), người phủ Hào Châu, hành tỉnh Giang Chiết , tướng lãnh đầu đời Minh.

## Sự nghiệp
Long tham gia nghĩa quân của Chu Nguyên Chương, theo ông ta vượt Trường Giang, bình định Thường Châu, Ninh Quốc, Vụ Châu, đều có công. Nghĩa quân đánh Giang Châu, Long được làm Đô tiên phong. Bình xong Vũ Xương, Long được thụ chức Hoa Thương sở Thiên hộ. Tham gia bình Hoài Đông, Long được làm Thủ ngự Hải An. Giao chiến với Trương Sĩ Thành ở cửa biển, Long bắt Bành nguyên soái, tóm vài trăm lính. Tiến đánh Thông Châu, Long chém chết tướng địch. Sau đó Long được cất nhắc làm Uy Vũ vệ Chỉ huy thiêm sự, tham gia bình định Sơn Đông, Hà Nam. Đại binh hạ Đồng Quan, Long được lấy làm Phó lưu thủ.
Năm Hồng Vũ thứ 3 (1370), Long được điều đi giữ Phượng Tường, đổi làm Phượng Tường vệ chỉ huy. Bộ tướng của Khoách Khuếch Thiếp Mộc Nhi là Hạ Tông Triết dốc lực lượng vây thành, Long cố thủ. Tông Triết đánh cửa bắc, Long xuất binh đánh trả, trúng tên vào sườn phải, không chút run rẩy, rồi đánh cho địch đại bại. Long tiến hạ Phượng Châu, bắt bọn Lý tham chánh hơn 20 người. Đại tướng quân Từ Đạt vào Miện Châu, sai Long riêng nắm 1 cánh quân, từ Phượng Tường vào đường sàn Liên Vân, tấn công Hưng Nguyên, thu hàng thủ tướng Lưu Tư Trung. Thục tướng Ngô Hữu Nhân đến phạm, Long đánh đuổi được. Hữu Nhân dốc hết binh áp sát thành, sửa sang công cụ; Long từ cửa bắc xông ra, quấy nhiễu phía sau Hữu Nhân, khiến địch bỏ giáp trượng mà chạy, từ ấy không dám dòm ngó Hưng Nguyên. Sau đó Long được triệu làm Thiêm đại đô đốc phủ sự.
Năm thứ 11 (1378), Long theo Lý Văn Trung đánh Tây Phiên Thao Châu. Luận công, Long được phong Phượng Tường hầu. Long tiếp tục theo Phó Hữu Đức đánh Vân Nam, trấn thủ Thất Tinh quan, phá Đại Lý, Hạc Khánh, bình định người Man ở các động. Long được gia lộc 500 thạch, cho thế khoán 30 năm. Năm thứ 20 (1387), Long theo Phùng Thắng ra Kim Sơn, thu hàng Nạp Cáp Xuất. Năm sau, Phùng Thắng điều hàng quân đi Vân Nam, đến Thường Đức thì họ bỏ trốn; Long đuổi theo đến Trùng Khánh thì bắt được. Mùa xuân năm thứ 23 (1390), Long cùng Duyên An hầu Đường Thắng Tông làm Đốc đồn điền ở Bình Việt, Trấn Viễn, Quý Châu, kiến nghị đặt Long Lý vệ. Gặp lúc Đô quân nổi loạn, Long nhờ Lam Ngọc đánh dẹp. Sau đó Long lấy cớ già bệnh xin hưu.
Năm thứ 30 (1397), Long mất.

## Hậu nhân
Con trai là Trương Lân, được lấy con gái thứ 8 của Minh Thái Tổ là Phúc Thanh công chúa, thụ chức Phò mã đô úy. Cháu nội là Trương Kiệt hầu hạ công chúa nên ở lại kinh sư; đầu thời Minh Thành Tổ, Kiệt bị mất tước hầu. Chắt nội là Trương Tự, thời Minh Tuyên Tông, dựa vào ân chiếu để xin được kế tự; bộ Lại trả lời tước hầu của Long đã không được kế tự đến 40 năm, không cho.